# Polevskoi
Polevskoi (en rus: Полевской) és una ciutat de l'óblast de Sverdlovsk, a Rússia, segons el cens del 2021 tenia 60.012 habitants.